# Nyodes suppurifera
Nyodes suppurifera är en fjärilsart som beskrevs av Emilio Berio 1970. Nyodes suppurifera ingår i släktet Nyodes och familjen nattflyn. Inga underarter finns listade i Catalogue of Life.